# Hans Globke
Hans Josef Maria Globke GCC (Düsseldorf, 10 de setembro de 1898 — Bonn, 13 de fevereiro de 1973) foi um advogado alemão, alto funcionário público e político. Durante a Segunda Guerra Mundial, Globke, um dirigente ministerial no Escritório para Assuntos Judaicos no Ministério do Interior, escreveu uma anotação legal sobre as leis anti-semitas de raça de Nuremberg que não expressaram qualquer objeção à discriminação contra os judeus, e colocaram o antissemitismo  nazista em um terreno legal mais firme, definindo o caminho para o Holocausto. Mais tarde, Globke teve uma carreira polêmica como Secretário de Estado e Chefe do Estado Maior da Chancelaria alemã na Alemanha Ocidental, de 28 de outubro de 1953 a 15 de outubro de 1963. Nessa função, ele era responsável pela administração da Chancelaria, recomendando as pessoas nomeadas para cargos no governo, coordenando o trabalho do governo e estabelecendo e fiscalizando o serviço de inteligência da Alemanha Ocidental e para todas as questões de segurança nacional.
Globke tornou-se uma poderosa eminência parda do governo da Alemanha Ocidental; ele teve um papel importante na formação do curso e da estrutura do estado e no alinhamento da Alemanha Ocidental com os Estados Unidos. Ele também foi fundamental nas políticas anticomunistas da Alemanha Ocidental em nível doméstico e internacional e na comunidade de inteligência ocidental, pois era a principal ligação do governo alemão com a OTAN e outros serviços secretos ocidentais, especialmente a Agência Central de Inteligência (CIA). portanto, protegido. Durante sua vida, seu papel na ditadura do partido nazista era apenas parcialmente conhecido.

## Infância e educação
Globke nasceu em Düsseldorf, na província do Reno, filho do atacadista de roupas Josef Globke e sua esposa Sophie (nascida Erberich), tanto católicos romanos quanto apoiadores do Partido do Centro. Logo após o nascimento de Hans, a família mudou-se para Aachen, onde seu pai abriu uma loja de tecidos. Quando ele terminou seu ensino secundário na elite católica Kaiser-Karl-Gymnasium em 1916, ele foi convocado, servindo até o final da Primeira Guerra Mundial em uma unidade de artilharia na Frente Ocidental. Após a Primeira Guerra Mundial, ele estudou Direito e Ciências Políticas na Universidade de Bonn e na Universidade de Colônia. Em 1922, Globke qualificou-se como doutor em direito (Dr. jur.) Na Universidade de Giessen, com uma dissertação sobre A imunidade dos membros do Reichstag e do Landtag (em em alemão:  Die Immunität der Mitglieder des Reichstages und der Landtage).
Enquanto estudava Globke, um católico praticante, juntou-se à seção de Bonn da Cartellverband (KdStV), a Federação Alemã de Estudantes Católicos. Seus contatos íntimos com colegas membros do KdStV e sua participação em 1922 no Catholic Centre Party tiveram um papel significativo em sua vida política posterior.
Em 1934 casou-se com Augusta Vaillant, com quem teve dois filhos e uma filha.

## Carreira pré-nacional-socialismo
Globke terminou seu Assessorexamen em 1924 e serviu brevemente como juiz no tribunal de polícia de Aachen. Tornou-se vice-chefe de polícia de Aachen em 1925 e funcionário público governamental com uma patente de Regierungsassessor (Assessor Distrital) em 1926. Em dezembro de 1929, Globke ingressou no Ministério Público do Ministério do Interior da Prússia, garantindo sua tomada definitiva no funcionalismo público prussiano.  
Em novembro de 1932, cerca de dois meses antes de Hitler se tornar chanceler, Globke escreveu um conjunto de regras para tornar mais difícil para alemães de ascendência judaica na Prússia mudar seus sobrenomes para nomes menos óbvios, seguidos por diretrizes para sua implementação em dezembro de 1932. Um trecho afirmou:
Cada mudança de nome torna mais difícil determinar os laços familiares, o verdadeiro estado civil e a ascendência. Portanto, o nome só pode ser alterado se existir uma razão importante.
Este tratamento desigual dos judeus na fase final da República de Weimar, na qual Globke desempenhou um papel importante, é considerado pelos pesquisadores e na jurisprudência anterior da Alemanha Oriental como um precursor da discriminação relacionada ao nome durante a era nacional-socialista. e um sinal das tendências anti-semitas de Globke.

## Carreira durante o nacional-socialismo
Após a tomada do poder pelo Partido Nazista no início de 1933, Globke esteve envolvido na elaboração de uma série de leis destinadas à coordenação  (em alemão:  Gleichschaltung) do sistema legal da Prússia com o Reich. Em dezembro de 1933, ele foi nomeado para o conselho superior do governo, que Globke mais tarde disse ter sido adiado devido a suas dúvidas sobre a legalidade do chamado golpe da Prússia de 1932, que era bem conhecido no Ministério. Globke ajudou a formular a Lei Habilitante de 1933, que efetivamente deu a Adolf Hitler poderes ditatoriais. Ele também foi o autor da lei de 10 de julho de 1933 sobre a dissolução do Conselho de Estado da Prússia e de outras legislações que coordenavam todos os órgãos parlamentares prussianos.
Em 1 de novembro de 1934, após a unificação do Ministério do Interior prussiano com o Ministério do Interior do Reich, Globke assumiu o cargo de orador no recém-formado Reich e Ministério do Interior da Prússia sob o comando do ministro do Interior do Reich, Wilhelm Frick, trabalhando até 1945. Em 1938, Globke recebeu sua promoção final do período nazista, para o conselho ministerial.

### Medidas para excluir e perseguir judeus
A partir de 1934, Globke continuou a ser responsável principalmente por mudanças de nome e questões de status civil; a partir de 1937, questões internacionais no campo da cidadania e contratos de opção foram adicionadas ao seu resumo. Como co-supervisor, ele também lidou com "questões gerais de raça", imigração e emigração, e assuntos relacionados à "vergonha racial" antissemita (em alemão:  Rassenschande    leis que cobrem as relações sexuais entre arianos e não-arianos). Ele é co-autor do comentário legal oficial sobre a nova Lei de Cidadania do Reich, uma das Leis de Nuremberg introduzidas no Congresso do Partido Nazista em setembro de 1935, que revogou a cidadania dos judeus alemães, bem como vários regulamentos legais, como uma ordenação que exigia que os judeus com nomes não-judeus adotassem os primeiros nomes adicionais de Israel ou Sara, uma "melhoria" de registros públicos que mais tarde facilitaram em grande medida o arredondamento e a deportação de judeus durante o Holocausto. O trabalho de Globke também incluiu a elaboração de modelos e rascunhos de leis e decretos. Neste contexto, ele teve um papel de liderança na preparação da primeira Portaria sobre a lei civil do Reich (promulgada em 14 de novembro de 1935), A Lei para a Defesa do Sangue e Honra Alemães (promulgada em 18 de outubro de 1935) e o Estado Civil. Lei (promulgada em 3 de novembro de 1937). O "J" que foi impresso nos passaportes dos judeus foi projetado por Globke.

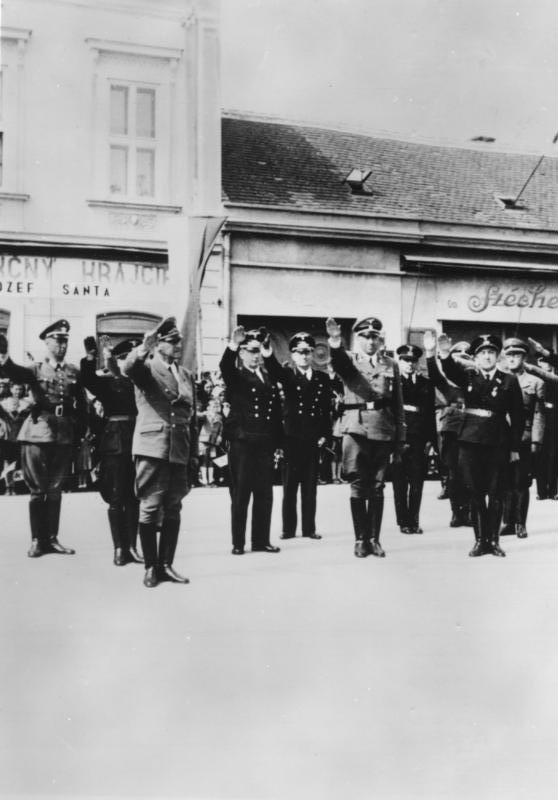
Globke, Wilhelm Frick e Wilhelm Stuckart realizando a saudação nazista, 1941

Globke também atuou como principal assessor jurídico do Escritório para Assuntos Judaicos no Ministério do Interior, liderado por Adolf Eichmann, que realizou a implementação burocrática do Holocausto.
Em 1938, Globke foi nomeado Ministerialrat (subsecretário) por seus "esforços extraordinários na elaboração da lei para a proteção do sangue alemão".  Em 25 de abril de 1938, Globke foi elogiado pelo ministro do Interior do Reich, Wilhelm Frick, como "o funcionário mais capaz e eficiente no meu ministério", quando se tratou de elaborar leis anti-semitas.
Ele solicitou a adesão ao Partido Nazista por razões de carreira em 1940, mas o pedido foi rejeitado em 24 de outubro de 1940 por Martin Bormann, supostamente por causa de sua antiga filiação ao Partido do Centro, que representava os eleitores católicos romanos na Alemanha de Weimar.
Nos julgamentos de Nuremberg, ele compareceu ao Julgamento dos Ministérios como testemunha tanto da acusação como da defesa. Quando questionado no julgamento de seu ex-superior Wilhelm Stuckart, ele confirmou que sabia que "os judeus estavam sendo mortos em massa ".  

### Durante a guerra

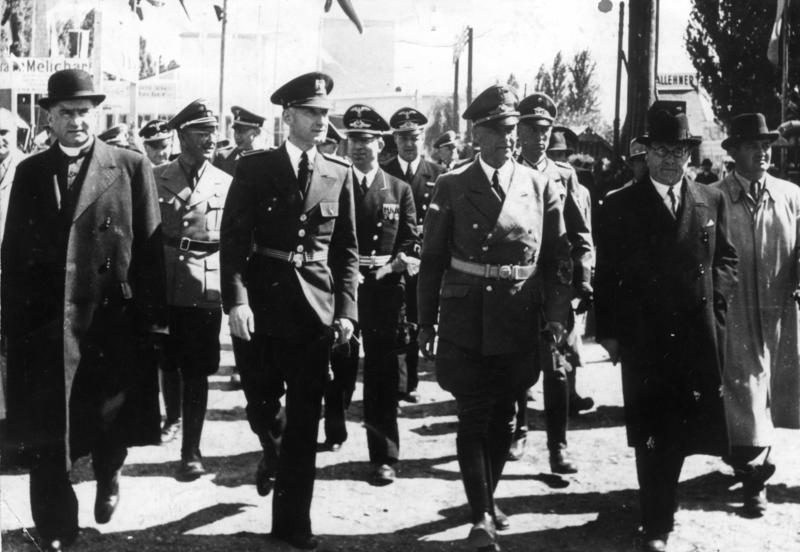
O ministro do Interior, Globke e Reich, Wilhelm Frick, em Bratislava, Eslováquia, setembro de 1941

No início da guerra, Globke era responsável pelas novas fronteiras imperiais alemãs no Ocidente que eram da responsabilidade do Ministério do Interior do Reich . Ele fez várias viagens para os territórios conquistados. O historiador Peter Schöttler suspeitou que Globke fosse provavelmente o autor de um memorando para Hitler em junho de 1940 discutindo a idéia do Secretário de Estado Wilhelm Stuckart propondo uma anexação profunda dos territórios da França Oriental e da Bélgica, o que envolveria a deportação de cerca de 5 Milhões de pessoas.
No início de setembro de 1941, Globke acompanhou o Ministro do Interior Frick e o Secretário de Estado Stuckart em uma visita oficial à Eslováquia, que na época era um estado-cliente do Reich Alemão. Imediatamente após esta visita, o governo da Eslováquia anunciou a introdução do chamado Código Judaico, que forneceu a base legal para as últimas expropriações e deportações de judeus eslovacos. Em 1961, Globke negou que houvesse qualquer conexão entre os dois eventos e a alegação de que ele havia participado da criação do Código. Evidência clara para isto nunca foi encontrada. De acordo com documentos da CIA, Globke possivelmente também foi responsável pela deportação de 20.000 judeus do norte da Grécia para campos de extermínio nazistas na Polônia.
Globke apresentou um pedido final de filiação ao Partido Nazista, mas o pedido foi rejeitado em 1943, novamente devido à sua antiga afiliação ao Partido do Centro.
Por outro lado, Globke manteve contatos com grupos de resistência militares e civis. Ele era o informante do bispo de Berlim Konrad von Preysing e tinha conhecimento dos preparativos para o golpe pelos oponentes de Hitler Carl Friedrich Goerdeler e Ludwig Beck. Segundo relatos de Jakob Kaiser e Otto Lenz, no caso de a tentativa de derrubar o regime nacional-socialista ter sido bem-sucedida, Globke foi designado para um posto ministerial sênior em um governo imperial formado por Goerdeler. No entanto, nenhuma evidência surgiu para apoiar a afirmação posterior de Globke de que os Nacional-Socialistas queriam prendê-lo em 1945, mas foram impedidos pelo avanço dos Aliados.  

## Período pós-guerra
Durante o processo de desnazificação, Globke afirmou que fizera parte da resistência contra o nacional-socialismo e, portanto, foi classificado pela Câmara de Arbitragem em 8 de setembro de 1947 na Categoria V: Pessoas Exoneradas. Globke foi uma testemunha tanto da defesa quanto da acusação no julgamento de Wilhelmstraße. No julgamento de Stuckart, ele testemunhou como testemunha do réu: "Eu sabia que os judeus foram assassinados em massa".

### Carreira no governo Adenauer

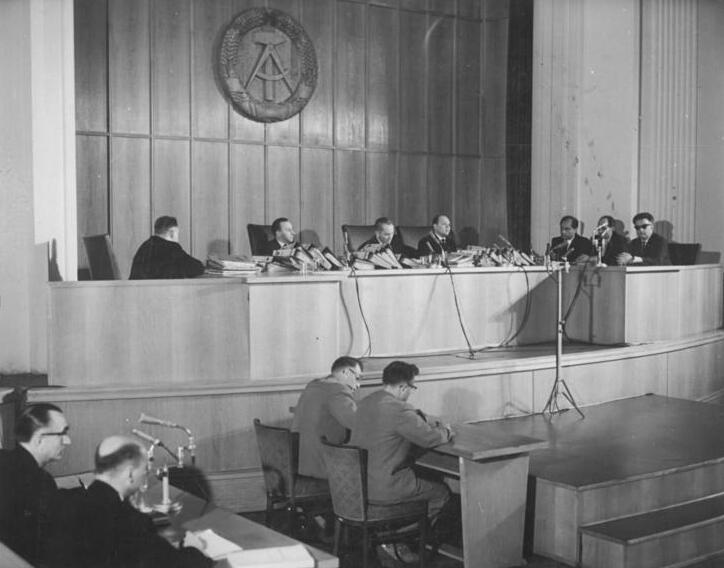
Julgamento de Globke in absentia na Alemanha Oriental, julho de 1963

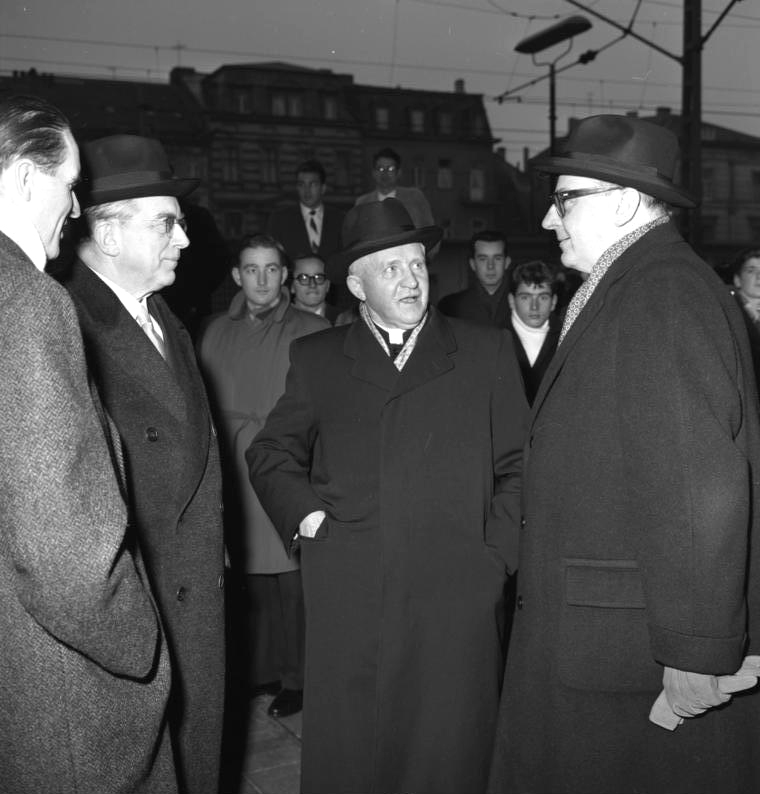
Globke e o bispo Aloisius Joseph Muench, núncio do pós-guerra da Alemanha Ocidental.

Na era pós-guerra, Globke subiu para se tornar uma das pessoas mais poderosas do governo alemão. Em 1949 foi nomeado subsecretário da chancelaria alemã. Em 1951, ele escreveu uma lei que restaurou salários atrasados, aposentadorias e adiantamentos a funcionários públicos que haviam servido sob o regime nazista, inclusive ele próprio. John Le Carré escreveu que esses eram "direitos que teriam desfrutado se a Segunda Guerra Mundial não tivesse ocorrido, ou se a Alemanha tivesse vencido. Em uma palavra, eles teriam direito a qualquer promoção que tivesse acontecido se suas carreiras prosseguissem sem a inconveniência de uma vitória aliada ". No final de outubro de 1953, após a eleição de Otto Lenz para o Bundestag na eleição do mês anterior, Globke sucedeu Lenz como Secretário de Estado na Chancelaria Federal, exercendo grande poder nos bastidores e, portanto, um importante pilar da "democracia de chanceler" de Konrad Adenauer (em em alemão:  Kanzlerdemokratie).
Globke serviu como Chefe de Gabinete da Chancelaria de 1953 a 1963. Como tal, ele foi um dos assessores mais próximos do chanceler Adenauer, com influência significativa sobre a política do governo. Ele aconselhou Adenauer sobre as decisões políticas durante as caminhadas conjuntas no jardim do gabinete do chanceler, como o acordo de reparações com Israel. Suas áreas de responsabilidade e sua proximidade com o chanceler fizeram dele um dos membros mais poderosos do governo; ele era responsável pela administração da Chancelaria, recomendando as pessoas que foram nomeadas para cargos no governo, coordenando o trabalho do governo, para o estabelecimento e supervisão do serviço de inteligência da Alemanha Ocidental e para todos os assuntos de segurança nacional. Ele era a principal ligação do governo alemão com a OTAN e outros serviços de inteligência ocidentais, especialmente a CIA. Ele também manteve contato com o aparato do partido e tornou-se "uma espécie de secretário-geral oculto" da União Democrata Cristã (CDU), e o contato com o chanceler geralmente tinha que passar por ele. Como Adenauer e todos os outros sabiam de sua carreira anterior, o chanceler poderia ter certeza de sua lealdade absoluta.
A posição-chave de Globke como chefe de gabinete de Adenauer, responsável por questões de segurança nacional, fez com que tanto o governo da Alemanha Ocidental quanto os funcionários da CIA desconfiassem de expor seu passado, apesar de terem total conhecimento do assunto. Isso levou, por exemplo, à retenção do pseudônimo de Adolf Eichmann do governo israelense e caçadores de nazistas no final dos anos 1950, e a pressão da CIA em 1960 na revista Life para excluir referências a Globke de suas memórias de Eichmann obtidas recentemente.
Globke deixou o cargo junto com a administração Adenauer em 1963, e foi premiado com a Grã-Cruz da Ordem do Mérito da República Federal da Alemanha pelo Presidente Heinrich Lübke. Ele permaneceu ativo como conselheiro de Adenauer e da CDU durante a década de 1960. Após a aposentadoria, Globke decidiu se mudar para a Suíça. No entanto, o governo suíço declarou-o um estrangeiro indesejado e negou-lhe a entrada. Globke foi enterrado no cemitério central em Bad Godesberg, no distrito de Plittersdorf.

## O passado nazista de Globke

### Debate político
Em um debate parlamentar em 12 de julho de 1950, Adolf Arndt, porta-voz do Partido Social Democrata (SPD), leu um trecho dos comentários sobre as Leis de Nuremberg em que Globke discute se a "vergonha racial" cometida no exterior pode ser punida. O ministro do Interior federal, Gustav Heinemann (então CDU), referiu em sua resposta ao depoimento exonerado do promotor de Nuremberg, Robert Kempner, que Globke serviu com a sua vontade de testemunhar. Embora Globke fosse controverso por causa de seu passado nazista, Adenauer era leal a Globke até o final de seu mandato em 1963. Por um lado, ele comentou sobre o debate sobre a participação de Globke na elaboração das leis raciais de Nuremberg com as palavras "não jogue água suja fora, contanto que você não tenha limpo" ( em alemão:  Man schüttet kein schmutziges Wasser weg, solange man kein sauberes hat). Por outro lado, ele disse em uma entrevista de jornal em 25 de março de 1956 que afirma que Globke era um ajudante voluntário dos nazistas que não tinha base alguma. Muitas pessoas, inclusive das fileiras da Igreja Católica, certificaram que Globke havia repetidamente feito campanha em favor das pessoas perseguidas.
No entanto, a lealdade a Globke se mostrou cada vez mais um fardo para o governo de Adenauer, especialmente depois de 1960, quando o serviço de inteligência israelense Mossad rastreou Adolf Eichmann na Argentina. Eichmann estava morando em Buenos Aires e trabalhando na Mercedes-Benz, e o Serviço de Inteligência Federal alemão (BND) sabia desde 1952 que morava lá.
Se Globke conhecia ou não o paradeiro de Adolf Eichmann na Argentina no final da década de 1950, ainda era objeto de debate político em 2013.  

### Investigação da Alemanha Ocidental
O ex-funcionário administrativo do Grupo de Exércitos E em Tessalônica, Max Merten, acusou Globke de ser fortemente responsável pelo Holocausto na Grécia, já que ele poderia ter evitado a morte de 20.000 judeus em Tessalônica  quando Eichmann entrou em contato com o Ministério do Interior do Reich e pediu para Globke a permissão para matá-los. Quando essas acusações se tornaram conhecidas, iniciaram processos criminais preliminares contra Froge Bauer, o principal promotor público de Hesse, contra Globke. A investigação foi transferida para o Ministério Público em Bonn, em maio de 1961, após uma intervenção de Adenauer, onde foi fechada devido à falta de provas.

### Julgamento em Berlim Oriental

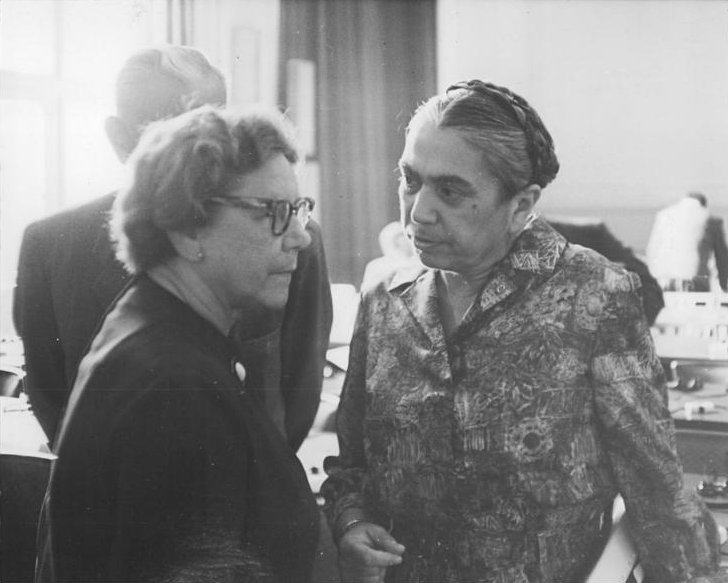
Hilde Benjamin (à direita) e Friedel Malter assistem ao segundo dia do julgamento contra Hans Globke

No início da década de 1960, houve uma campanha vigorosa na Alemanha Oriental, liderada pelo membro do Politburo Albert Norden, do Ministério de Segurança do Estado, contra o chamado "autor das Leis Sangrentas de Nuremberg", bem como "Hetzer e organizador da Lei de Sangue", de perseguição dos judeus. O objetivo de Norden era provar que Globke estava em contato com Eichmann. Em um memorando de 1961, Norden afirmou que "em colaboração com [Erich] Mielke, certos materiais deveriam ser adquiridos ou produzidos. Nós definitivamente precisamos de um documento que de alguma forma prove a cooperação direta de Eichmann com Globke ".
Globke tornou-se um alvo central da propaganda soviética, não tanto por causa de sua carreira durante a era nazista, mas por causa de sua poderosa posição no governo da Alemanha Ocidental e forte postura anticomunista. Em 1963, a Alemanha Oriental condenou-o em um julgamento espetacular à revelia; no entanto, esses julgamentos da Alemanha Oriental não foram reconhecidos fora do bloco soviético, muito menos pela Alemanha Ocidental. O fato de que muitas das críticas de Globke vieram do bloco soviético, e que misturaram informações genuínas com falsas acusações, tornou mais fácil para os alemães ocidentais e os americanos descartá-las como propaganda comunista.

### Investigação acadêmica
Em 1961, o ativista civil Reinhard Strecker escreveu um livro, Hans Globke - File Extracts, documentos baseados na pesquisa de Strecker em arquivos poloneses e tchecos, publicado pela editora Bertelsmann Rütten &amp; Loening . Globke tentou impedir novas publicações no tribunal com uma liminar temporária. O BND, sob a liderança do ex-general da Wehrmacht, Reinhard Gehlen, gastou 50 mil marcos tentando retirar o livro do mercado. Quando um tribunal, então, descobriu dois pequenos erros (o editor havia causado um deles por abreviação) e impôs uma ordem de restrição, Bertelsmann cedeu e cancelou uma nova edição do livro. O governo é considerado pelos historiadores como tendo ameaçado que nenhuma agência oficial teria adquirido um livro da editora novamente.
Em junho de 2006, foi anunciado que o governo Adenauer havia informado a CIA da localização de Adolf Eichmann em março de 1958. No entanto, de acordo com o historiador americano Timothy Naftali, através de contatos no mais alto nível, também assegurou que a CIA não usasse esse conhecimento. Nem o governo federal nem a CIA transmitiram as novas informações ao governo israelense. Naftali sugeriu que Adenauer queria evitar a pressão sobre Globke em relação a Eichmann. Eichmann já havia dado extensas entrevistas sobre sua vida ao jornalista holandês e ex-agente da SS Willem Sassen, no qual suas memórias seriam baseadas. Desde 1957, as tentativas de Sassen de vender este material para a revista norte-americana Life não tiveram sucesso. Isso mudou com o seqüestro espetacular de Eichmann pelo Mossad em maio de 1960, possibilitado por uma denúncia não oficial do procurador-geral de Hesse Fritz Bauer, e a preparação do julgamento de Eichmann em Israel. Life publicou trechos do material de Sassen sobre Eichmann em dois artigos, em 28 de novembro e 5 de dezembro de 1960. Sua família queria usar os royalties dos artigos para financiar sua defesa no tribunal. No entanto, o governo federal, já preocupado com a campanha em Berlim Oriental, contatou a CIA para garantir que qualquer material referente a Globke fosse removido da cobertura da Life. Em um memorando interno datado de 20 de setembro de 1960, o chefe da CIA, Allen Dulles, mencionou "uma vaga menção a Globke, que a Life omite a nosso pedido".
Em 2009, uma monografia do historiador Erik Lommatzsch foi publicada pela Campus-Verlag. Lommatzsch investigou o espólio de Globke no arquivo da Fundação Konrad Adenauer. No entanto, a relação real de Globke com o Nacional Socialismo e sua influência no governo de Adenauer não estão realmente esclarecidas, o que, de acordo com o revisor Hans-Heinrich Jansen, "em vista da terceirização, que para muitas questões centrais se mostrou pequena, afinal de contas "não é conclusivamente possível. O pano de fundo da campanha da Stasi contra Globke permanece em grande parte desconhecido; no entanto, este aspecto da biografia de Lommatzsch foi, de qualquer forma, destinado apenas a uma digressão, uma vez que requer tratamento separado. No entanto, Lommatzsch menciona uma série de exemplos de campanha de Globke para os perseguidos, seu comentário sobre as Leis de Nuremberg foi destinado a desarmar os regulamentos, e ele não tinha desempenhado o papel dominante no período pós-guerra, os adversários Adenauer assumiram.
Os efeitos do conflito entre o sistema germano-alemão e o trato com os perpetradores nazistas sob uma perspectiva pan-alemã só começaram.
Várias agências federais já foram cientificamente investigadas, com e sem apoio do governo em relação ao seu passado nazista, por exemplo, o Ministério das Relações Exteriores. Um déficit de pesquisa no processamento da continuidade NS na República Federal da Alemanha ainda existe, em particular, na chancelaria alemã. Um programa de subsídios no valor de 4 milhões de euros foi incluído no orçamento federal de 2017, que visa processar o passado nazista das autoridades centrais, especialmente nos departamentos dos ministérios federais. O projeto concreto conceitual e relacionado ao conteúdo do programa de pesquisa está sendo discutido pelo Comissário Federal para Cultura e Mídia, Arquivos Federais e representantes da ciência por exemplo, uma biografia coletiva de todos os secretários estaduais, na qual Globke seja "apenas um entre muitos".

## Honrarias e prêmios
- Cruz de Honra para os Combatentes da Frente (1934) [54]
- Medalha comemorativa do 13 de março de 1938 (1938)
- Medalha dos Sudetos (1939)
- Prata Mérito Lealdade Sinal (1941) [55]
- Cruz de Mérito da Guerra 2ª Classe (1942)
- Cruz do Comandante da Ordem da Estrela da Romênia (1942) [56]

### Depois de 1945
- Grande Decoração de Honra em Ouro com Faixa de Serviços para a República da Áustria (1956) [57]
- Cavaleiro da Grande Cruz da Ordem do Mérito da República Italiana (1956)
- Grã-Cruz da Ordem do Carvalho Coroa do Grão-Ducado do Luxemburgo (1957)
- Grã-Cruz da Ordem de Cristo de Portugal (1960)
- Grã-Cruz da Ordem do Mérito da República Federal da Alemanha (1963)

## Trabalho
- Globke, Hans. Die Immunität der Mitglieder des Reichstages und der Landtage. [S.l.: s.n.]

- Stuckart, Wilhelm; Hans Globke. Kommentar zur deutschen Rassengesetzgebung. [S.l.: s.n.]